# ナガハマヒロキとモバイルプリンスのすれすれスレッド
ナガハマヒロキとモバイルプリンスのすれすれスレッドは、2013年4月から2014年3月までRBCiラジオで毎週金曜日に放送されていたラジオ番組。

## 概要
RBCiラジオの夜の帯番組『リビドー』（2011年10月 - ）の第3期の金曜担当番組。
月曜 - 木曜が基本的に生放送なのに対し、この番組は基本的に収録放送であった。
ネットとラジオの融合がコンセプト。後番組はすれすれイレブン。

## 放送時間・放送局
RBCiラジオ
金曜日 21:00 - 22:00（2013年4月5日 - 2014年3月）

## パーソナリティ
- ナガハマヒロキ（長濱広樹）
パーソナリティ、MC、イベントプロデューサー、ライター。
前任の火曜リビドー『ナガハマヒロキの夜な夜なパフパフ』より移動の形で担当を務める。
父方・母方の祖父母ともに宮古出身のため、本島の文化である清明祭（シーミー）に行ったことがない。
座右の銘は「己49％論」自分の人生は何かの縁や導きあってのものだと考えている。
- モバイルプリンス（島袋コウ）[1][2]
ケータイオタク。
孫正義を突っつくツイートをしたら500リツイートされてしまったことがある[3]。
沖縄県内のキワモノ系地下アーティストを発掘するのがライフワーク[4]。
分かりやすいネーミングで特化したキャラ設定は漫画ラッキーマンに影響を受けている
月々の携帯料金は20万以上と話している。
よくモバイル関係で物事を例えるため、逆に説明が遠くなることがしばしばある。

## コーナー
- 迷惑メールじゃないかもしれない！
番組開始当初の企画。迷惑メールに返信するというコーナーだったのだが、返事がなかなか来ず、自然消滅。のちに弁解を行う。
- すれすれオークション
毎週パーソナリティの二人が私物をオークションに掛け、ノベルティ資金を捻出するコーナー。
最初の売上はプリンス提供の「運転代行のプラモデル」500円で落札[5]。2013年5月31日現在、プリンスの出品物は売れ続け、ナガハマの出品物は売れ残り続けている[6]。
- Wikipedia補完計画
毎週、番組Wikipediaの更新項目を決めるコーナー。
- 電話コーナー
第13回放送（86世代について考えてみた件）では、2004年全国高等学校サッカー選手権大会3回戦にて、本田圭佑率いる星稜高校VS那覇西高校との一戦で「自称・本田圭佑を止めた男」として、当時の那覇西高校のセンターバックを務めた長濱雅徳[7]が出演。スコアは0-1で那覇西高校は敗れていたが、「ポテンシャルもフィジカルも勝っていた」、「本田、辛いこともあるだろうが頑張れよ」、「俺の中では3-0での大勝でしたよ」などの持論を展開。
- 自撮り選手権
セルフィー写真を送ってもらい、「場所ばしょ！」や「顔かお！」などをパーソナリティーから引き出した者勝ちの自撮り大喜利のコーナー。第一回は本気でメンチを切る女性の写真が優勝。しかし「予算の都合です」と4週という短命なコーナーに終わってしまう。